# همرفت ریلی–بنارد
همرفت ریلی–بنارد(به انگلیسی: Rayleigh–Bénard convection) گونه‌ای از جابجایی طبیعی است که در میان لایه‌های افقی سیال هنگامی که سطوح پایین‌تر نسبت به سطوح بالاتر گرم‌تر هستند، تحت شرایطی به وجود می‌آید. بر اثر این پدیده، سیال شکلی منظم و خاصی شبیه سلول‌های شش وجهی به خود می‌گیرد که در علم دینامیک سیالات و پدیده‌های مرتبط با سلول‌های همرفتی، با نام سلول‌های بنارد از آن یاد می‌شود. پدیده همرفت ریلی–بنارد یکی از مباحث مورد توجه در انتقال حرارت به صورت همرفتی محسوب می‌شود؛ چراکه بررسی این پدیده چه از نظر مباحث ریاضیاتی و چه از نظر بحث‌های آزمایشگاهی، موضوعی دست‌یافتنی است. الگوی جریانی تشکیل این سلول‌ها یکی از بهترین مثال‌های قابل آزمایش در بحث فرایندهای خودسازمانده است که زیرمجموعه‌ای از سیستم‌های غیرخطی در مباحث مرتبط با پدیده‌های انتقال محسوب می‌شود.
نیروی شناوری و همچنین نیروی گرانش مهم‌ترین نیروهای شکل‌دهنده این پدیده هستند. در واقع اولین تحرکات سیال برای شکل‌دهی سلول‌ها بر اثر حرکت بالارونده و خودبه‌خودی لایه‌های زیرین سیال که دارای چگالی کمتری (به جهت بالا بودن دما) نسبت به لایه‌های بالاتر هستند، رخ می‌دهد.

## توجیه فیزیکی پدیده

سلول‌های همرفتی در حضور میدان گرانشی

ویژگی‌های پدیده همرفت ریلی–بنارد نخستین بار با آزمایشی ساده توسط آنری بنارد، فیزیک‌دان فرانسوی، در سال ۱۹۰۰ مورد بررسی قرار گرفت.
برای این آزمایش لایه‌ای از مایعی مثل آب را میان دو صفحه موازی افقی قرار داد. فاصله عمودی بین دو صفحه در مقایسه با ابعاد دو صفحه باید کم باشد تا نتایج آزمایش بهتر دیده شود. در صورتی که دمای دو صفحه یکسان باشد، سیال تمایلی به حرکت ندارد و در حالت تعادل ساکن باقی خواهد ماند و خبری از شکل‌گیری سلول‌ها نخواهد بود. این نتیجه‌ای است که بر اساس تئوری پایداری لیاپانوف نیز قابل انتظار بود؛ ولی اگر دمای صفحه پایین‌تر به آرامی افزایش داده شود، انرژی گرمایی منتقل شده به سیال از طریق رسانش گرمایی صفحه، منجر به حرکت آن می‌شود. دما و متعاقب آن چگالی و همچنین فشار مایع به صورت خطی از صفحه کف تا صفحه فوقانی رو به افزایش می‌گذارد و به عبارتی دیگر گرادیان دمایی به صورت خطی در سیال میان دو صفحه پدید می‌آید. (مدل‌سازی این سیستم توسط علم مکانیک آماری ممکن خواهد بود)

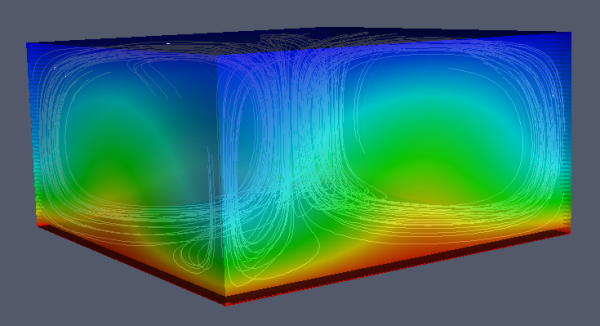
مدل سازی سه بعدی از پیدایش همرفت ریلی–بنارد در یک لایه سیال.

به محض به راه افتادن جریان انتقال حرارت هدایتی، حرکات تصادفی در بعد میکروسکوپیک به صورت خودبه‌خودی شروع می‌شوند و بعد از این‌که این اثرات در ابعاد ماکروسکوپیک نیز ظاهر شدند، شکل‌دهی سیال به صورت سلول‌های همرفتی بنارد رخ می‌دهد.
دوران سلول‌های بنارد به صورت پایدار تا زمانی که اختلاف دمای ثابتی میان دو صفحه وجود داشته باشد ادامه خواهد داشت و این دوران به صورت متناوب در راستای افقی از حالت ساعت‌گرد به حالت پادساعت‌گرد تغییر می‌کند. این حرکات نمونه‌ای از اثرات پدیده شکست خودبه‌خودی ابر تقارن است و در زمره پدیده‌های شبه پایدار دسته‌بندی می‌شود. این موضوع به این معناست که اعمال یک آشفتگی کوچک به این سیستم نخواهد توانست در دوران این سلول‌ها تغییری حاصل کند، ولی در صورتی که بزرگی آشفتگی قابل توجه باشد بر روی نوع دوران تأثیرات به‌سزایی خواهد گذاشت و اثرات پسماند بر جای خواهند ماند.
بررسی‌های جبری در بعد میکروسکوپیک این پدیده نتایج درستی به دنبال نخواهد داشت؛ چراکه ماهیت این پدیده غیر جبری است. برای نمونه اگر آزمایش با تمام شاخصه‌هایش عیناً تکرار شود، سلول‌ها و سایر پدیده‌های حاصل شده در آزمایش جدید نسبت به آزمایش قبلی، در بعضی موارد، در جهت مخالف شکل خواهد گرفت.